# Jordbävningen i Kunlun 2001
Jordbävningen i Kunlun 2001, även känd som Jordbävningen i Hoh Xil 2001, ägde rum den 14 november 2001 klockan 09:26 UTC (17:26 lokal tid), med epicentrum nära Hoh Xil, nära gränsen mellan Qinghai och Xinjiang i ett avlägset bergsområde. Med en magnitud på 7.8 MW var det den kraftigaste jordbävningen i Kina på femtio år. Inga omkomna rapporterades, antagligen på grund av den låga befolkningstätheten och avsaknaden av höga byggnader. Jordbävningen ledde även till den längsta marksprickan som uppmätts på land: cirka 450 km.